# صيدناني كاليفورني
صيدناني كاليفورني (الاسم العلمي:Tamias obscurus) (بالإنجليزية: California Chipmunk)‏ هو نوع من الحيوانات يتبع جنس الصيدناني من الفصيلة السنجابية.
يتواجد عادة في المكسيك وفي جنوب ولاية كاليفورنيا في الولايات المتحدة.